# Jitesh Gadhia
Jitesh Kishorekumar Gadhia, baron Gadhia, né le 27 mai 1970 est un banquier d'investissement britannique du Parti conservateur et membre de la Chambre des lords. Membre du groupe des leaders des donateurs de grande valeur, il est décrit par The Herald comme un membre du «cercle restreint» de David Cameron.

## Éducation et carrière
Gadhia étudie l'économie à l'Université de Cambridge et à la London Business School, où il est Sloan Fellow.
Gadhia est directeur général principal de Blackstone Group, une société américaine de capital-investissement,. Auparavant, il travaille pour Barclays, ABN AMRO et Barings, qui s'effondre alors qu'il y travaille,. Il siège également au conseil d'administration de UK Financial Investments. Gadhia est un administrateur de Nesta, et écrit pour The Daily Telegraph.
En septembre 2017, Gadhia est nommé directeur non exécutif de la société de fracturation Third Energy bien que des questions aient été soulevées au sujet d'un conflit d'intérêts potentiel lorsque la société tarde à publier ses résultats annuels, au milieu des préoccupations concernant sa résilience financière et sa capacité à financer les frais de nettoyage. Gadhia démissionne de son poste d'administrateur en septembre 2018.
Il fait don d'au moins 225 000 £ au Parti conservateur et 18 000 £ supplémentaires aux Amis conservateurs de l'Inde. Il fait également don d'au moins 25 000 £ aux libéraux démocrates d'Écosse.
Il est impliqué dans le scandale du cash for access en 2014, aux côtés de James Stunt (marchand d'art milliardaire, magnat du jeu et de l'expédition) et Alexander Temerko (en) (magnat de l'énergie russe), et environ 40 autres,.
Le 31 août 2016, il est créé pair à vie dans le cadre de la liste des honneurs de démission de Cameron avec le titre de baron Gadhia, de Northwood dans le London Borough of Hillingdon.